# Широколановка
Широколановка (укр. Широколанівка) — село в Николаевском районе Николаевской области Украины.
Население по переписи 2001 года составляло 1833 человек. Почтовый индекс — 57063. Телефонный код — 5163. Занимает площадь 3,494 км².

## История
Основано в 1802 году, по другим данным — в 1809. Бывшая немецкая колония Ландау (Landau, позже с. Свято-Покровское).
В 1935 году указом ПВС УССР село Ландау переименовано в Карла Либкнехта.
В 1945 году Указом Президиума ВС УССР путем разукрупнения Варваровского и Тилигуло-Березанского районов создается новый Широколановский район с административным центром в селе Карла Либкнехта. Тем же указом село переименовано в Широколановку.

## Местный совет
57063, Николаевская обл., Веселиновский р-н, с. Широколановка, ул. Ленина, 98